# Трата (Семич)
Трата (словен. Trata) је некадашње насељено место у општини Семич, регија Југоисточна Словенија, Словенија.

## Историја
До територијалне реорганизације у Словенији били су у саставу старе општине Чрномељ. 2001. године насеље је укинуто и припојено насељу Семич.

## Становништво
| Број становника према пописима |
| ------------------------------ |
| 1991                           |
| 22                             |

Напомена: 2001. припојен насељу Семич.